# Лилипут
Лилипу́т (англ. Lilliput — название страны маленьких людей в книге Джонатана Свифта «Путешествия Гулливера») — человек очень маленького роста, но не то же, что карлик. У лилипутов (в отличие от страдающих карликовостью) гармоничное, пропорциональное телосложение. Состояние это, известное также как гипофизарный нанизм (от греч. nanos — карлик), — редкое, наследственное.
Слово лилипут, придуманное Джонатаном Свифтом (см. Лилипуты и Блефуску), используется в нарицательном смысле для обозначения любых объектов, имеющих необычно малые размеры для своего класса, в частности в качестве названий аппаратуры. В переносном смысле оно имеет значение «малозначительный, ничтожный человек».  Стоит отметить, что сами люди очень маленького роста никогда не называют себя этим словом.

## В медицине
Лилипу́т — человек, страдающий патологией гипофиза, отвечающего за выработку гормона роста. Именно поэтому данное заболевание называют гипофизарным нанизмом. Рост лилипута составляет 40—90 сантиметров, а масса тела колеблется от 5 до 15 килограммов. Согласно статистике, сегодня на нашей планете проживают около восьмисот лилипутов, наиболее часто они работают в традиционных цирках и на ярмарках. В отличие от карликов, лилипуты сложены достаточно гармонично. Даже во взрослом возрасте они имеют отличные пропорции и немного напоминают детей — как фигурой, телосложением, так и чертами лица.

## В искусстве
- «Лилипут» — пьеса Дэвида Гаррика (1756).
- «Лилипут»[англ.] — литературно-художественный журнал карманного формата, выходивший в Великобритании с 1937 по 1960 год.
- С 1946 года в состав Союзгосцирка (затем Росгосцирка) входил единственный в мире цирковой коллектив актёров-лилипутов «Сияние маленьких звёзд».

## Люди маленького роста в мифологии и литературе
- Гномы
- Феи
- Пигмеи
- Мальчик-с-пальчик
- Дюймовочка
- Бибигон
- Весёлые человечки
- Муми-тролли
- Чёрная курица, или Подземные жители
- Необыкновенные приключения Арбузика и Бебешки